# 四条烏丸

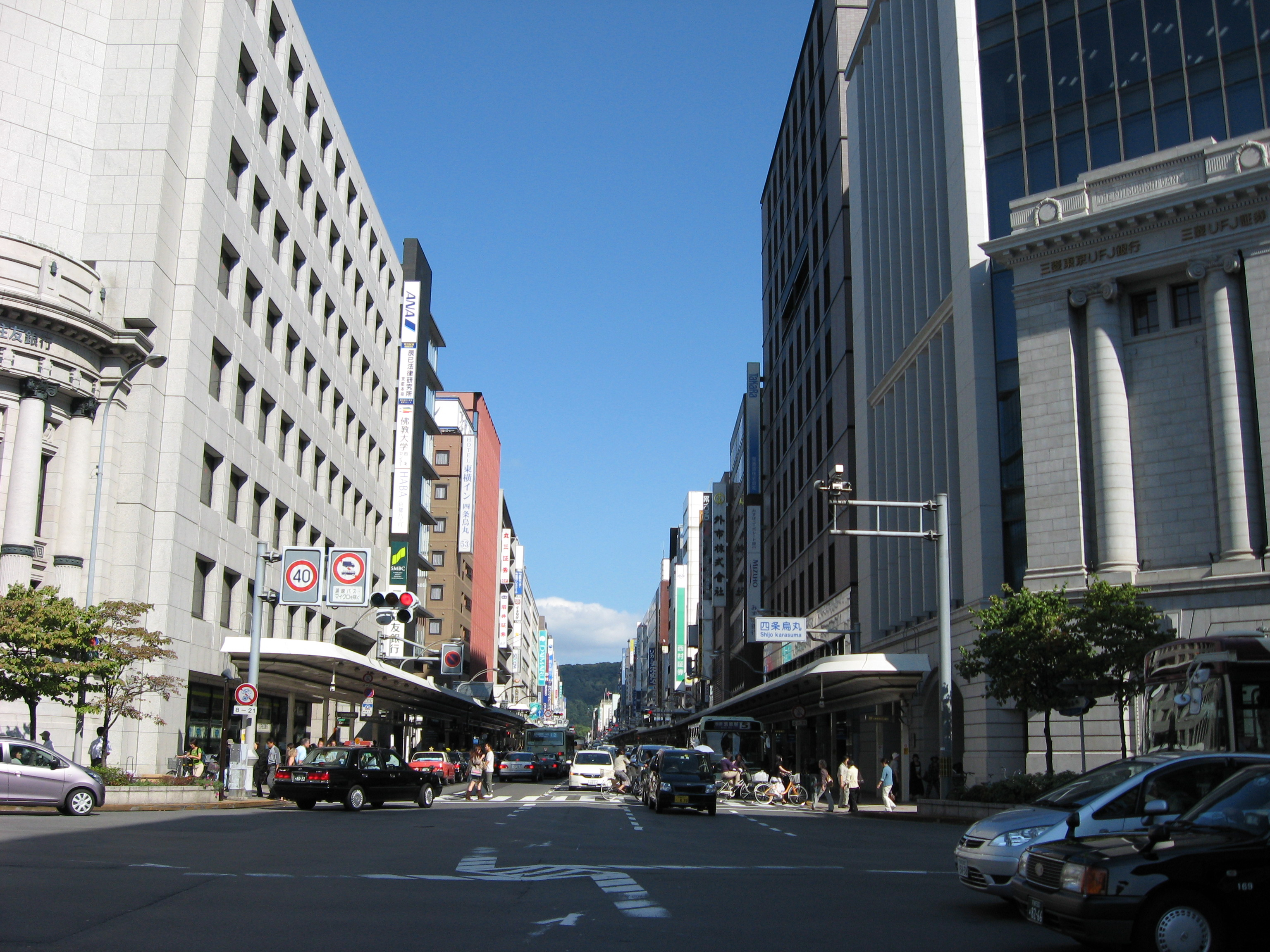
四条烏丸交差点より東を望む。左に三井住友銀行、右に三菱UFJ銀行、みずほ銀行など都市銀行の支店が立ち並ぶ。

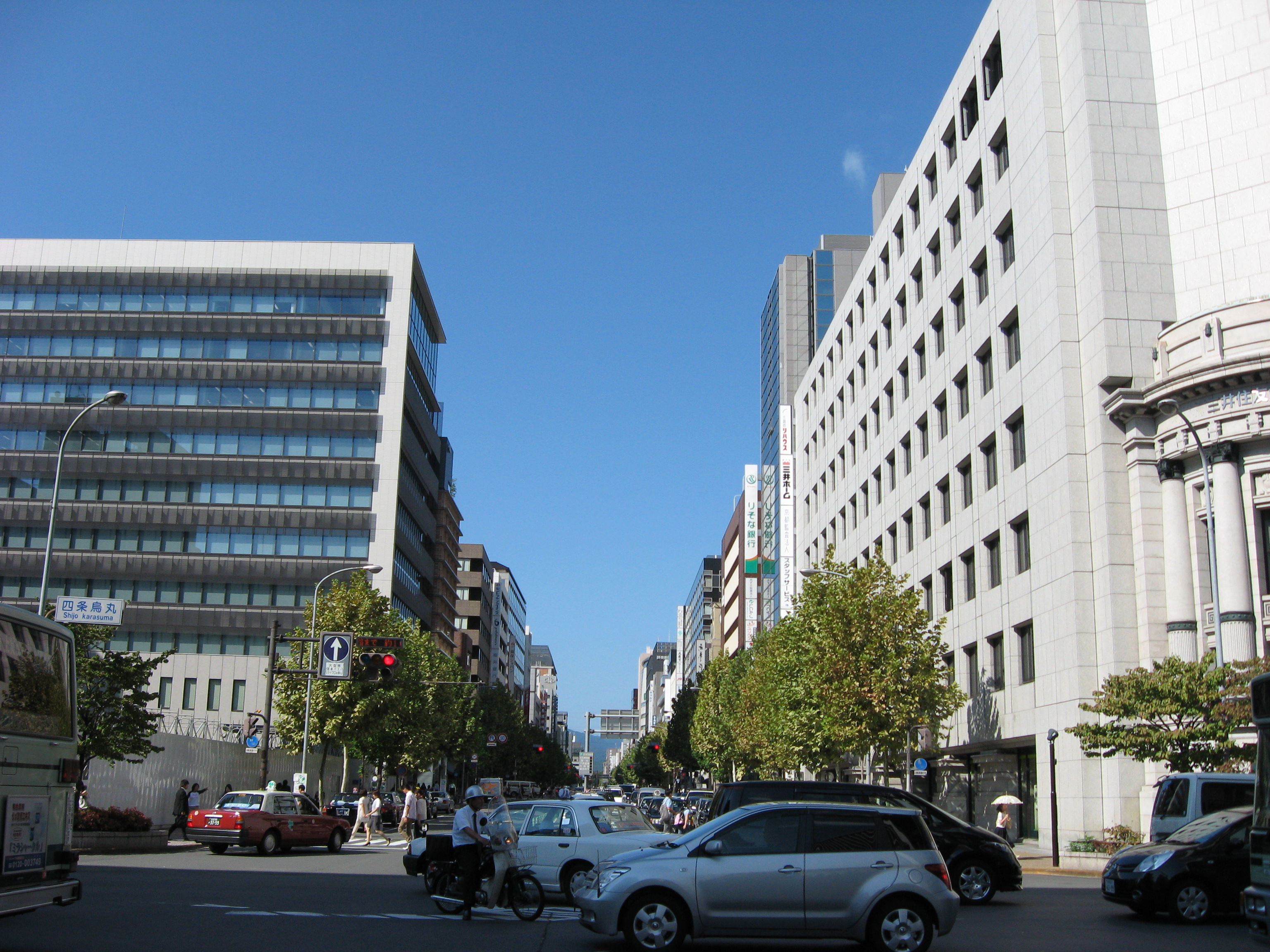
四条烏丸交差点より北を望む。

四条烏丸（しじょうからすま）は、京都府京都市下京区及び中京区にまたがる、四条通と烏丸通が交わる交差点、およびその周辺の地域名である。京都市を代表するビジネス街である。

## 概要

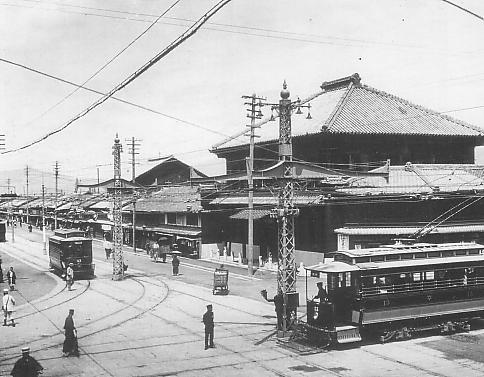
四条烏丸交差点（大正時代）

四条河原町から四条烏丸にかけての区域は、現在の京都市の中心市街地である。四条河原町交差点周辺が百貨店などの商業の中心なのに対し、四条烏丸交差点周辺は西日本を代表する金融街のひとつで、メガバンクや地方銀行の京都支店など銀行や証券会社が多く、京都の金融・ビジネスの中心地（中心業務地区、CBD）となっている。かつて、京都証券取引所が置かれていたのもこの地域である。ただし、京都市を代表する大企業である日本電産（ニデック）や任天堂、京セラ、ワコールなどは当地ではなく、市の近郊から郊外に本社を置いている。
四条通沿いには河原町通から続く商店街がある。また、烏丸四条を中心とした地区は「田の字地区」と呼ばれ、京都市内でも地価の極めて高い地区として知られている。
なお、交差点名は慣例として「四条烏丸」が普通の呼び方となっているが、交差点から南北へ向かった場所（烏丸通り沿線）を指す場合は「烏丸四条」（からすましじょう）と呼ぶ（通り名と呼び方の関わりについては京都市#地理を参照）。

### 交通の要衝としての役割
四条烏丸交差点の鉄道駅は、四条通の地下を通る阪急京都線の駅（烏丸駅）および、烏丸通を通る市営地下鉄烏丸線の駅（四条駅）の2つがあり、それぞれの路線同士の乗換駅となっている。なお、両者を区別せずまとめて「四条烏丸の駅」と呼称されることもある。
かつては「四条烏丸市バスセンター」があり多くの系統の起終点となっていた。1989年7月1日の改正でバスセンターが廃止された後も市営バスを中心に多くの系統の起終点となっている。

## 主な施設
南西側
- 京都経済センター
- 行政書士四条烏丸法務事務所
- 京都銀行本店
- 池坊短期大学・池坊文化学院
- 菅大臣天満宮
- 下京警察署
- COCON KARASUMA
  - 京都シネマ
  - α-STATION （FMラジオ局）
- 京町家buson
  - ならいごとの十色

北西側
- 京都中央信用金庫本店
- 野村證券京都支店
- わかさ生活本社（三光ビル）

北東側
- 三井住友銀行京都支店・四条支店・伏見支店（京都三井ビル）
- 大丸京都店（2010年3月から四条駅の副駅名になった。）
- 京都下労働基準監督署
- 京都東洞院錦郵便局
- 京都市男女共同参画センター（ウィングス京都）
  - 京都市中央青少年活動センター

南東側
- 三菱UFJ銀行京都支店（京都ダイヤビル）
- ハンズ京都店
- ASAI Kyoto Shijo

## 交通機関

### 鉄道
- 四条駅（京都市営地下鉄烏丸線）
- 烏丸駅（阪急京都本線）

### 路線バス
四条烏丸（地下鉄四条駅）停留所

#### 京都市営バス
- Aのりば（烏丸通南行北詰）
  - 31号系統：東山通 高野・岩倉行
- Bのりば（烏丸通南行南詰）
  - 5号系統：京都駅行
  - 26号系統：京都駅行
  - 43号系統：五条通 久世橋東詰行
  - 58号系統：京都駅行
  - ぎおん・よるバス：京都駅行
- Cのりば（烏丸通北行南詰）
  - 5号系統：平安神宮・銀閣寺 岩倉操車場行
  - 58号系統：東山通 清水寺・東福寺方面
- Dのりば（四条通西行西詰東側）
  - 12号系統：金閣寺 立命館大学行
  - 32号系統：西京極 京都外大行
  - 46号系統：千本通 上賀茂神社 西賀茂車庫行
  - 52号系統：七本松通 北野天満宮 立命館大学行
  - 55号系統：北野天満宮 立命館大学行
  - 201号系統：四条大宮・千本今出川方面
  - 207号系統：大宮通 東寺方面
  - 四条大宮・みぶ行
- Eのりば（四条通西行西詰西側）
  - 3号系統：京都外大 松尾橋行
  - 8号系統：太秦天神川駅 高雄・栂ノ尾行
  - 13号系統：西大路通 久世工業団地行
  - 特13号系統：西大路通 久我石原町行
  - 26号系統：北野白梅町 御室・山越行
  - 27号系統：京都外大行
  - 29号系統：国道中山 洛西バスターミナル行
  - 91号系統：映画村 大覚寺行
  - 203号系統：西大路四条・北野白梅町方面
- Fのりば（四条通東行西詰）
  - 3号系統:百万遍 北白川仕伏町行・上終町京都造形芸大行
  - 11号系統：四条河原町 三条京阪行
  - 12号系統：四条河原町 三条京阪・祇園行
  - 32号系統：平安神宮 銀閣寺行
  - 46号系統：祇園・平安神宮行
  - 207号系統：東山通 清水寺・東福寺方面
  - 201号系統：祇園・百万遍方面
  - 203号系統：祇園・熊野・銀閣寺方面
- Gのりば（烏丸通北行北詰）
  - 65号系統：高野 松ヶ崎・岩倉行

#### 京都バス
- 四条通西行のりば
  - 73系統：太秦広隆寺（映画村）経由 嵐山・苔寺すず虫寺行
  - 75系統：太秦広隆寺（映画村）経由 有栖川行
  - 76系統：太秦広隆寺（映画村）経由 阪急嵐山駅行
- 烏丸通北行のりば
  - 17系統：四条河原町・三条京阪・出町柳駅・花園橋・八瀬駅経由 大原行
  - 51系統：比叡山頂行（比叡山ドライブウェイバス）
- 烏丸通南行のりば
  - 17・51・72・73・75・76系統：京都駅行

#### 京阪バス
- 西行のりば
  - 83号経路：四条大宮行
  - 83A号経路：祇園・川田・西野山団地経由 醍醐バスターミナル行
  - 85号経路：祇園・川田・西野山団地経由 大宅行
  - 87号経路：祇園・川田・西野山団地・醍醐駅・小栗栖団地経由 京阪六地蔵行
  - 88号経路：祇園・清水焼団地・醍醐駅・小栗栖団地経由 京阪六地蔵行
  - 88C号経路：祇園・清水焼団地・栗栖野経由 大宅行
- 北行のりば
  - 82号経路：四条大宮行
  - 93・95号経路：京都市役所前・河原町五条・川田・西野山団地経由 醍醐バスターミナル行

#### 西日本JRバス
- 烏丸通・一条通・高雄・栂ノ尾経由周山／京都駅行

#### ケイルック
- hoopバス：京都駅八条口行

## 合流道路
- 東西方向：四条通（京都市道186号嵐山祇園線）
- 南北方向：烏丸通（国道367号）